# Ernest I, Duce de Saxa-Coburg și Gotha
Ernest I, Duce de Saxa-Coburg și Gotha (germană Ernst Anton Karl Ludwig Herzog von Sachsen-Coburg und Gotha) (n. 2 ianuarie 1784 - d. 29 ianuarie 1844) a fost duce de Saxa-Coburg-Saalfeld iar din anul 1826, primul suveran al ducatului de Saxa-Coburg și Gotha.

## Familie
A fost fiul cel mare al lui Francis, Duce de Saxa-Coburg-Saalfeld și a celei de-a doua soții, Contesa Augusta de Reuss-Ebersdorf. Fratele său mai mic Leopold Georg Christian Frederick a fost ales primul rege al Belgiei iar sora sa mai mică, María Luisa Victoria a devenit Ducesă de Kent și mama viitoarei regine Victoria.

## Duce de Saxa-Coburg și Gotha

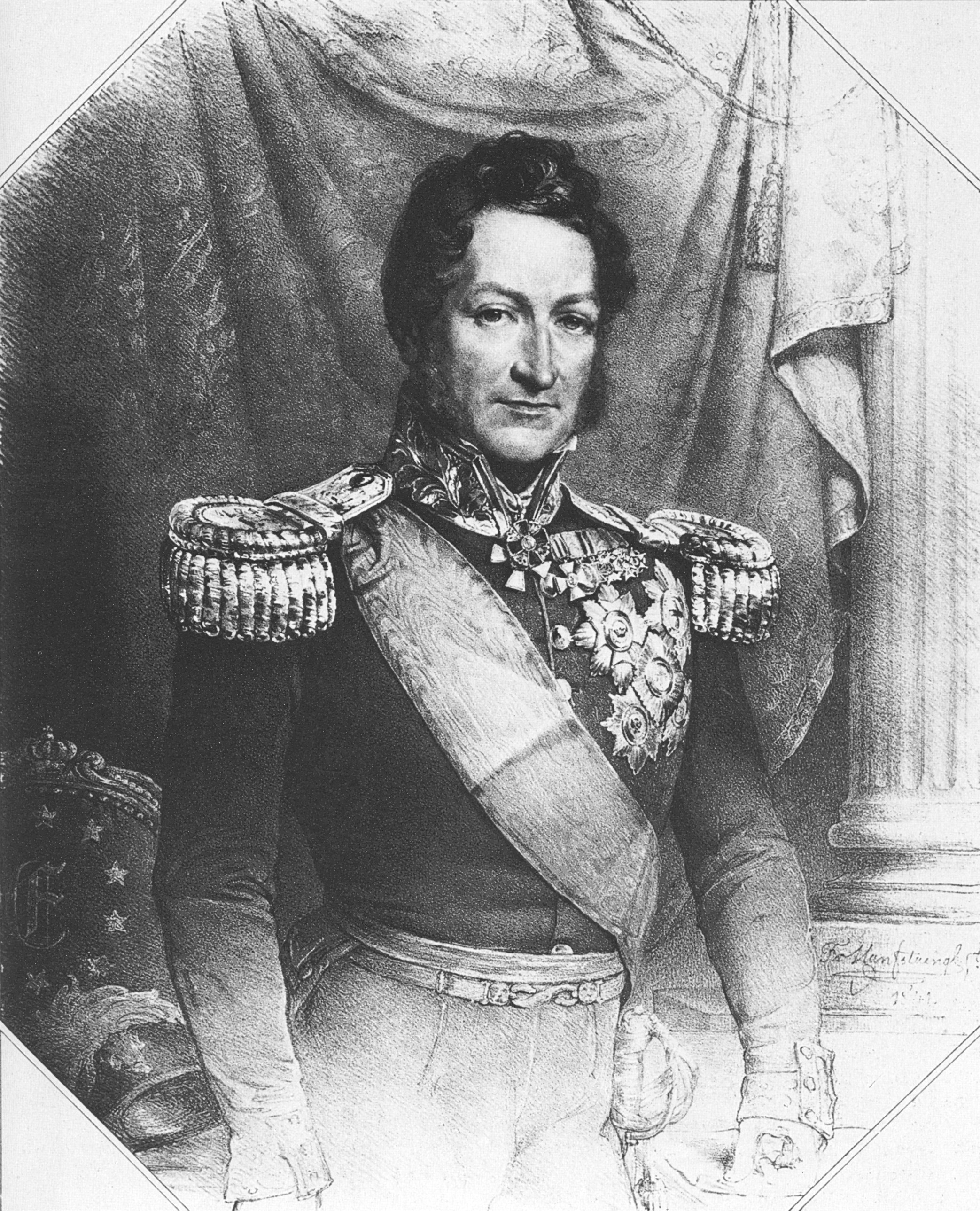
Ernest I, Duce de Saxa-Coburg și Gotha

La 10 mai 1803 a fost proclamat în grabă adult din cauza agravării bolii tatălui său și a fost obligat să ia parte la guvernarea ducatului. Când tatăl său a murit în 1806, el i-a succedat la tronul ducatului de Saxa-Coburg-Saalfeld ca Ernest al III-lea, dar nu a putut prelua guvernarea oficială deoarece ducatul era ocupat de trupele lui Napoleon și era sub administrație franceză.
Numai după pacea de la Tilsit (1807) ducatul de Saxa-Coburg-Saalfeld s-a reunit. Acest lucru s-a întâmplat prin presiunea Rusiei, deoarece sora lui, Juliane, era căsătorită cu fratele țarului rus.
Ernest a fost general prusac și a participat la luptele împotriva lui Napoleon. A luptat în bătăliile de la Auerstedt (1806), Lützen și Leipzig (1813). După înfrângerea lui Napoleon în Bătălia de la Waterloo, Congresul de la Viena din 9 iunie 1815 i-a acordat o suprafață de 21,4 km2 cu 25.000 de locuitori în jurul capitalei St. Wendel. În 1819 țara sa a primit numele de Principatul de Lichtenberg. A vândut-o Prusiei în 1834.
Moartea în 1825 a ultimului duce de Saxa-Gotha-Altenburg, unchiul soției sale Louise, a dus la o rearanjare a ducatelor. În acel moment Ernest era în proces de divorț cu Louise și din această cauză celelalte ramuri au obiectat ca el să primească Gotha. La 12 noiembrie 1826 au ajuns la un compromis: Ernest a primit Gotha și a cedat Saalfeld către Saxa-Meiningen. Astfel a el a devenit Ernest I, Duce de Saxa-Coburg și Gotha.

## Căsătorie și copii
La 3 iulie 1817, la Gotha, Ernest s-a căsătorit cu Prințesa Louise de Saxa-Gotha-Altenburg. Împreună au avut doi copii:
- Ernest al II-lea August Herzog Duce de Saxa-Coburg și Gotha
- Franz August Carl Albrecht Emanuel, mai cunoscut sub numele de Albert, Prinț Consort, soțul reginei Victoria a Regatului Unit.

Căsănicia a fost nefericită din cauza infidelităților lui Ernest iar cuplul s-a despărțit în 1824. Louise a fost obligată să-și părăsească cei doi copii și a murit la vârsta de 30 de ani.
La 23 decembrie 1832, la Coburg, Ernest s-a recăsătorit cu nepoata sa, Ducesa Maria de Württemberg, fiica surorii sale, Antoinette. Nu au avut copii. Prin căsătorie, Maria care era verișoara primară a lui Albert i-a devenit și mama vitregă.
Ernest a avut și trei copii nelegitimi:

—Cu Sophie Fermepin de Marteaux:
1. Berta Ernestine von Schauenstein (n. 26 ianuarie 1817 - d. 15 august 1896), s-a căsătorit cu vărul ei primar Eduard Edgar Schmidt-Löwe von Löwenfels, fiul nelegitim al surorii tatălui ei, Juliane.

—Cu Margaretha Braun:
1. Ernst Albert Bruno von Bruneck (d. 1838).
2. Robert Ferdinand von Bruneck (d. 1856), numit în 1856 Freiherr von Bruneck.